# Єропкіна Агафія Борисівна
Агафія Єропкіна (рос. Еропкина Агафья Борисовна; бл. 1656 — після 1698) — дружина колишнього гетьмана Правобережної України Петра Дорошенка.

## Життєпис
Походила з дворян давнього роду Єропкіних. Вела свій рід від смоленського князя Ростислава Мстиславича, онука Володимира Мономаха. Донька Бориса Федоровича Єропкіна-Великого та Марфи Челюсткіної.
Про місце народження замало відомостей. Рано втратила батька, який загинув у Конотопській битві у 1659 році. Після цього тривалий час виховувалася тіткою. У 1684 році влаштовано шлюб з Петром Дорошенком. У 1685 році, коли останній отримав у власність село Ярополча (нині с. Ярополець Московської області, Росія), перебралася сюди з чоловіком.
Вважається, що шлюб Агафії був щасливим. Народила 4 дітей. Доля Агафії після смерті Дорошенка у 1698 році досліджена недостатньо. Втім відомо, що у 1702 році управління маєтком Ярополча взяв на себе Московський Судний приказ, оскільки діти Дорошенка були неповнолітніми. Тож припускається, що маєтком з 1698 до 1702 року керувала Агафія, й померла відповідно десь у 1702 році.

## Родина
Чоловік — Петро Дорошенко
Діти:
- Олександр (бл. 1689-після 1727) — став чоловіком Параски Пушкиної. Її племінниця Ганна 1741 р. вийшла заміж за Юрія Лермонтова — прадіда російського письменника М. Ю. Лермонтова. Двоюрідна онука Юрія — Марфа Баскакова була бабусею Аркадія Салькова, онуком якому доводиться радянський письменник Аркадій Гайдар. Онук Олександра та Параски Дорошенко-Пушкіних (через шлюб доньки Катерини Дорошенко з генерал-поручиком Олександром Загряжським) Іван Загряжський доводився дідом Наталі Гончарової (1812—1863), дружини О. С. Пушкіна.
- Петро (бл. 1688- після 1717)
- Олексій
- Катерина